# Elisabeth Hann von Weyhern
Elisabeth Hann von Weyhern (* 1963 in Esslingen am Neckar) ist eine deutsche Theologin. Seit 2006 ist sie Oberkirchenrätin im Kirchenkreis Nürnberg; bis 2020 füllte sie dieses Amt gemeinsam mit ihrem Mann Stefan Ark Nitsche aus.

## Leben

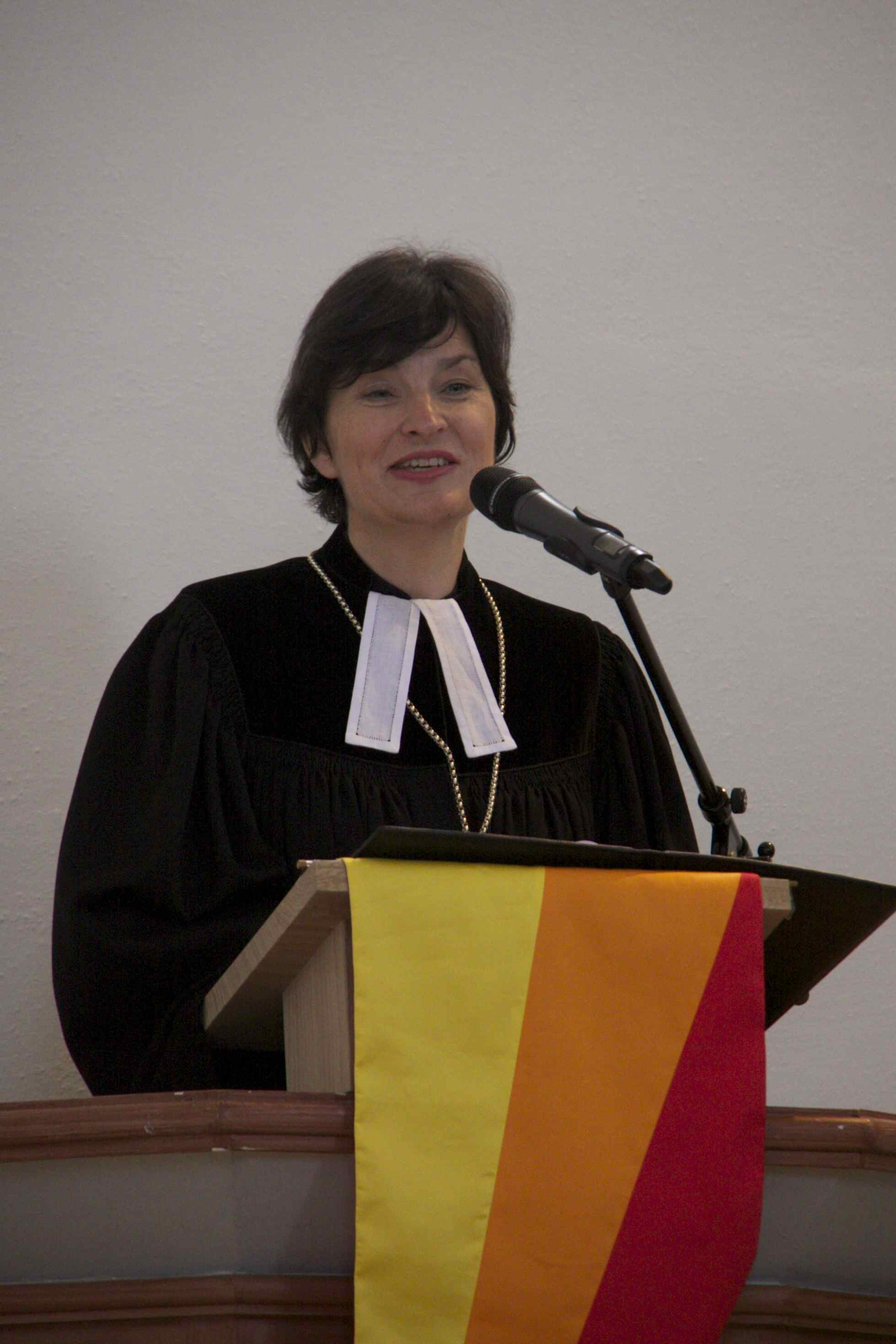
Elisabeth Hann von Weyhern in der Christuskirche (Ellingen)

Elisabeth Hann von Weyhern studierte von 1982 bis 1989 Evangelische Theologie und war von 1989 bis 1992 Lehrvikarin an der Dachauer Friedenskirche. Von 1992 bis 1998 war sie als Theologische Referentin beim Kreisdekan von München und Oberbayern tätig.
Von 1997 bis 1999 absolvierte sie eine Ausbildung zur Gemeindeberaterin an der Gemeindeakademie Rummelsberg, 2001 eine Weiterbildung in Großgruppenmethodik mit Schwerpunkt Zukunftskonferenz und von 2003 bis 2006 eine Coaching-Ausbildung.
Gemeinsam mit ihrem Mann Stefan Ark Nitsche teilte sie sich ab 2006 die Stelle als Oberkirchenrat im Kirchenkreis Nürnberg und trugen damit den Titel Regionalbischöfin. Damit wurde zum ersten Mal ein kirchenleitendes Amt in Stellenteilung ausgeübt. Zuvor hatten sie von 2000 bis 2005 bereits gemeinsam die Stelle des Theologischen Planungsreferenten im Landeskirchenamt der ELKB geteilt. Ende 2020 ging Stefan Ark Nitsche in den Ruhestand. Elisabeth Hann von Weyhern leitet den Kirchenkreis seither als alleinige Regionalbischöfin.

## Privates
Mit ihrem Mann hat sie einen gemeinsamen Sohn.